# آرجون ماثور
آرجون ماثور (بالإنجليزية: Arjun Mathur)‏ هو ممثل هندي وبريطاني، ولد في 18 أكتوبر 1981 بلندن في المملكة المتحدة.

## وصلات خارجية
- آرجون ماثور على موقع IMDb (الإنجليزية)
- آرجون ماثور على موقع ألو سيني (الفرنسية)
- آرجون ماثور على موقع أول موفي (الإنجليزية)
- آرجون ماثور على موقع قاعدة بيانات الفيلم (الإنجليزية)
- آرجون ماثور على موقع كينوبويسك (الروسية)